# Liste des mobiliers historiques de Vesoul

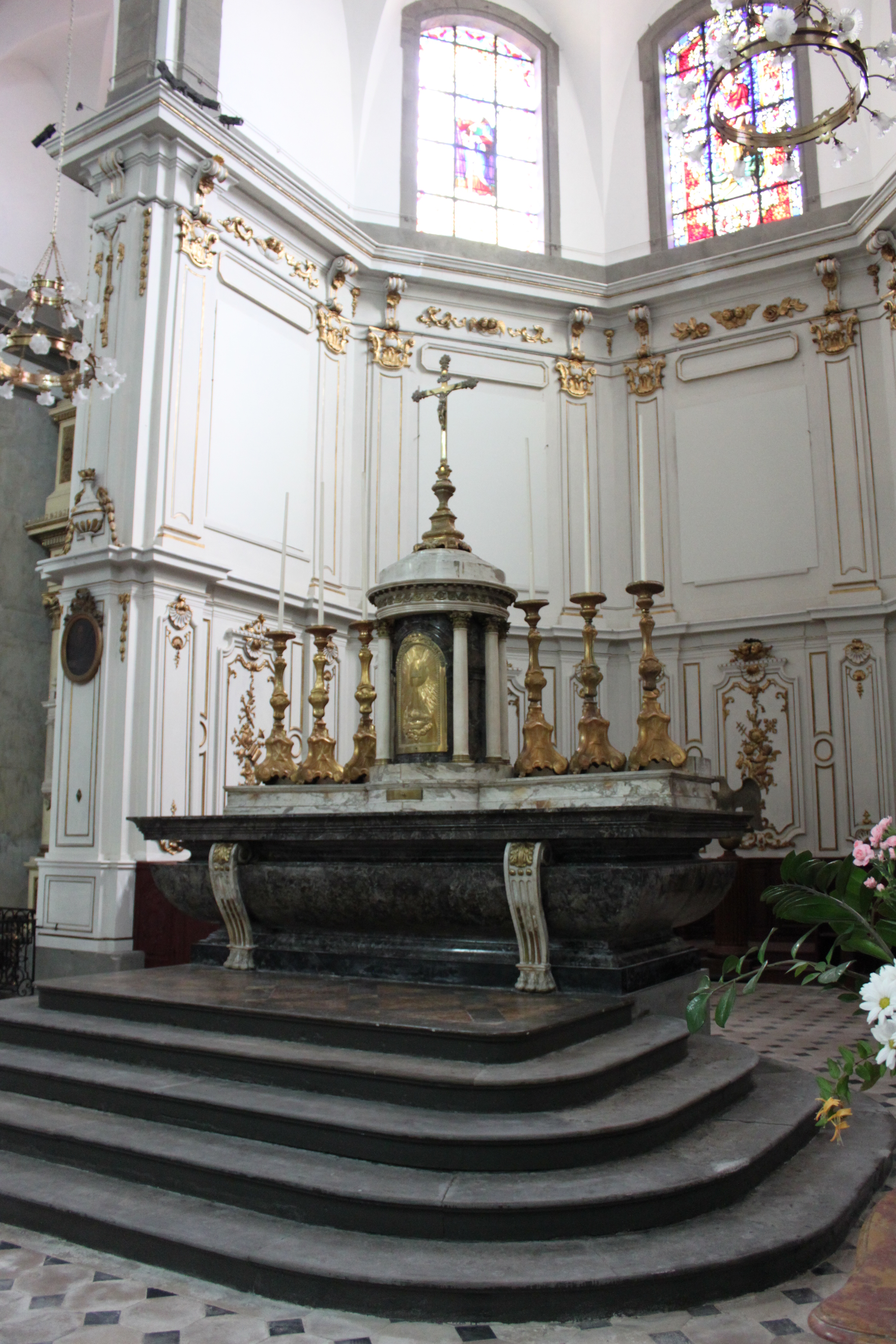
Chœur de l'église Saint-Georges

La liste des mobiliers historiques de Vesoul recense les objets protégés au sein de la base Palissy situés dans la ville de Vesoul. La majorité de ces œuvres sont situés dans trois lieux historiques de la ville : l'église Saint-Georges (40), l'hôpital Paul-Morel (14) et l'hôtel de ville (6). Tous sont propriétés de la commune de Vesoul. On compte principalement des œuvres du XVIIIe siècle, toutefois les plus anciennes datent du XVe siècle.

## Liste des œuvres protégées

### Église Saint-Georges

#### Peintures
| Nom                                                                       | Auteur                | Date de création                   | Matériau               | Notes | Date de protection | Fiche Palissy                      | Illustration                       |
| ------------------------------------------------------------------------- | --------------------- | ---------------------------------- | ---------------------- | --- | ------------------ | ---------------------------------- | ---------------------------------- |
| Baiser de saint Jacques, avec son cadre de bois doré                      | Joseph-Urbain Mélin   | 1843                               | Peinture à l'huile     | L'œuvre représente saint Jacques le Majeur donnant un baiser de paix au scibe Josias                              | 21/12/2010         | Notice no PM70003836 (inscription) |                                    |
| Christ                                                                    |                       | XVIIIe siècle                      | Peinture à l'huile     | Le tableau représente le Christ à mi-corps                                                                        | 24/12/1998         | Notice no PM70003595 (inscription) |                                    |
| Saint Georges terrassant le dragon                                        | Olivier Pichat        | 1851                               | Peinture à l'huile     | Le tableau fut commandé par l'État en 1850 au peintre Olivier Pichat puis donné à l'église Saint-Georges en 1851. | 20/11/1979         | Notice no PM70001607 (classement)  | Saint Georges terrassant le dragon |
| L'Annonciation                                                            |                       | 4e quart du XVIIIe siècle          | Toile (support)        | | 06/05/1975         | Notice no PM70001605 (classement)  |                                    |
| Saint Barthélémy, Saint André, Saint Jacques, Saint Simon, Saint Philippe | Jean-Baptiste Attiret | 1750                               | Toile (support)        | | 06/05/1975         | Notice no PM70001603 (classement)  |                                    |
| Ecce Homo                                                                 |                       | Limite XVIe siècle et XVIIe siècle | Bois (support)         | Jésus présenté au peuple                                                                                          | 06/05/1975         | Notice no PM70001598 (classement)  |                                    |
| Sainte Madeleine pénitente                                                |                       | 1er quart du XVIIIe siècle         | Toile (support) ; bois | | 06/05/1975         | Notice no PM70001597 (classement)  |                                    |
| La Vierge du Rosaire                                                      |                       | 1700                               | Toile (support) ; bois | | 06/05/1975         | Notice no PM70001596 (classement)  |                                    |
| Notre-Dame libératrice de Salins                                          |                       | 1639                               | Toile (support) ; bois | | 06/05/1975         | Notice no PM70001595 (classement)  |                                    |

#### Sculptures et fonderies
| Nom                                                                             | Auteur                                                  | Date de création       | Matériau      | Notes | Date de protection | Fiche Palissy                     | Illustration                                                                     |
| ------------------------------------------------------------------------------- | ------------------------------------------------------- | ---------------------- | ------------- | --- | ------------------ | --------------------------------- | -------------------------------------------------------------------------------- |
| Groupe sculpté : l'Assomption de la Vierge                                      |                                                         | XVIIIe siècle          | Bois ; plâtre | | 30/09/1911         | Notice no PM70001576 (classement) | Groupe sculpté : l'Assomption de la Vierge                                       |
| Groupe sculpté : la Foi                                                         |                                                         | XIXe siècle            | Marbre        | Don de M. Baron Bouvier | 30/09/1911         | Notice no PM70001575 (classement) | Groupe sculpté : la Foi                                                          |
| Groupe sculpté : Sainte Anne et la Vierge                                       |                                                         | XVIe siècle            | Bois          | | 30/09/1911         | Notice no PM70001574 (classement) |                                                                                  |
| Groupe sculpté : Vierge de Pitié                                                |                                                         | 4e quart du XVe siècle | Marbre        | | 30/09/1911         | Notice no PM70001573 (classement) | Vierge à l'Enfant                                                                |
| Groupe sculpté : Mise au tombeau                                                |                                                         | Milieu du XVIe siècle  | Pierre        | Œuvre réalisée vers 1550 aux frais de Jean Sardon, lieutenant général du bailliage d'Amont.                                                                     | 10/08/1904         | Notice no PM70001571 (classement) | Groupe sculpté : Mise au tombeau                                                 |
| Cloche                                                                          |                                                         | 1689                   | Bronze        | On distingue sur la cloche trois bas-reliefs. | 12/10/1942         | Notice no PM70001583 (classement) |                                                                                  |
| Cloche                                                                          |                                                         | 1589                   | Bronze        | On remarque trois plaquettes sur la cloche : l'une représentant la Vierge à l'Enfant, l'autre Saint Georges terrassant le dragon et la dernière la Crucifixion. | 12/10/1942         | Notice no PM70001582 (classement) |                                                                                  |
| Aigle-lutrin                                                                    |                                                         | XVIIIe siècle          | Bronze ; bois | La sculpture est posée sur un globe. | 30/09/1911         | Notice no PM70001580 (classement) | Aigle lutrin                                                                     |
| 2 bas-reliefs, 2 cadres : Vierge à l'Enfant, Saint Georges terrassant le dragon |                                                         | XVIIIe siècle          | Bois          | | 30/09/1911         | Notice no PM70001578 (classement) | Bas-relief - Vierge à l'Enfant · Bas-relief - Saint Georges terrassant le dragon |
| 4 bas-reliefs, 4 cadres : Les Quatre docteurs de l'église latine                |                                                         | XVIIIe siècle          | Bois          | | 30/09/1911         | Notice no PM70001577 (classement) |                                                                                  |
| 2 statues (petite nature) : Saint-Pierre, Saint-Paul                            |                                                         | XVe siècle             | Pierre        | | 30/09/1911         | Notice no PM70001572 (classement) | Saint-Paul · Saint-Pierre                                                        |
| Clôture de choeur                                                               | J-B. Pouthier (ferronnier) Nicolas Nicole (dessinateur) |                        | Fer forgé     | Grille de communion | 06/05/1975         | Notice no PM70001604 (classement) | Clôture de chœur                                                                 |

#### Menuiseries et ébénisteries
| Nom                                                              | Auteur                                                         | Date de création           | Matériau         | Notes | Date de protection | Fiche Palissy                     | Illustration                                                     |
| ---------------------------------------------------------------- | -------------------------------------------------------------- | -------------------------- | ---------------- | --- | ------------------ | --------------------------------- | ---------------------------------------------------------------- |
| Autel retable de Saint-Crépin et de Saint-Crépinien              |                                                                | XVIIIe siècle              | Bois             | | 06/05/1975         | Notice no PM70001602 (classement) | Autel retable de Saint-Crépin et de Saint-Crépinien              |
| Autel retable de Marie-Madeleine auxiliatrice                    |                                                                | XVIIIe siècle              | Bois             | | 06/05/1975         | Notice no PM70001601 (classement) |                                                                  |
| Autel retable de Saint-Vincent                                   |                                                                | XVIIIe siècle              | Bois             | La toile représente saint Vincent en habit de diacre. En arrière plan, on peut y apercevoir la colline de la Motte                                                      | 06/05/1975         | Notice no PM70001600 (classement) | Autel retable de Saint-Vincent                                   |
| Autel, lambris de revêtement de la chapelle des fonts baptismaux | Gabriel Ignace Ritter                                          | 1763                       | Bois             | | 06/05/1975         | Notice no PM70001599 (classement) | Autel, lambris de revêtement de la chapelle des fonts baptismaux |
| 2 consoles style Louis XVI                                       |                                                                | XVIIIe siècle              | Bois et marbre   | Forme en demi-lune | 30/09/1911         | Notice no PM70001579 (classement) |                                                                  |
| Autel, tabernacle, croix d'autel et 6 chandeliers                |                                                                | 1ère moitié du XIXe siècle | Marbre et cuivre | | 15/09/1965         | Notice no PM70001587 (classement) |                                                                  |
| Orgue de tribune                                                 | Antoine Cupillard (sculpteur) Joseph Rabiny (facteur d'orgues) | 1772                       |                  | L'orgue fut transformé à de multiples reprises durant le XIXe siècle par Callinet, Stiehr, Jeanpierre et Didier. Il est finalement restructuré par Alfred Kern en 1976. | 15/09/1965         | Notice no PM70003805 (classement) | Orgue de tribune                                                 |
| Lambris de revêtement                                            |                                                                | XVIIIe siècle              | Bois             | Ensemble de boiseries constitué de six grands panneaux. | 15/09/1965         | Notice no PM70001586 (classement) |                                                                  |
| Orgue de tribune : buffet d'orgue                                | Antoine Cupillard                                              | 1772                       | Bois             | Le buffet est de style Régence. | 15/09/1965         | Notice no PM70001585 (classement) |                                                                  |
| Stalles, lambris de revêtement                                   |                                                                | XVIIIe siècle              | Bois             | | 15/09/1965         | Notice no PM70001584 (classement) |                                                                  |
| Chaire à prêcher                                                 |                                                                | XVIIIe siècle              | Bois             | | 12/07/1912         | Notice no PM70001581 (classement) | Chaire à prêcher                                                 |

#### Orfèvreries
| Nom                                          | Auteur | Date de création           | Matériau         | Notes                                                                              | Date de protection | Fiche Palissy                     | Illustration                          |
| -------------------------------------------- | ------ | -------------------------- | ---------------- | ---------------------------------------------------------------------------------- | ------------------ | --------------------------------- | ------------------------------------- |
| Burettes, bassin à burettes, style Louis XVI |        | 1er quart du XIXe siècle   | Argent           | Offerts par Antoine de Mailly, ancien maire de Vesoul et préfet de la Haute-Saône. | 06/05/1975         | Notice no PM70001606 (classement) |                                       |
| Statuette-reliquaire : Vierge à l'Enfant     |        | Milieu du XVIIe siècle     | Argent et cuivre | Socle en cuivre doré                                                               | 06/09/1971         | Notice no PM70001594 (classement) |                                       |
| 2 bâtons de chantre                          |        | XVIIIe siècle              | Cuivre           |                                                                                    | 06/09/1971         | Notice no PM70001593 (classement) |                                       |
| Crosse pastorale de l'évêque Flavigny        |        | 2e moitié du XVIIIe siècle | Cuivre           | Crosse ayant appartenu à l'évêque Jean-Baptiste Flavigny                           | 06/09/1971         | Notice no PM70001592 (classement) | Crosse pastorale de l'évêque Flavigny |
| Calice                                       |        | XVIIIe siècle              | Argent           |                                                                                    | 06/09/1971         | Notice no PM70001591 (classement) |                                       |
| Reliquaire de la Vraie Croix                 |        | XVIIIe siècle              | Cuivre           |                                                                                    | 06/09/1971         | Notice no PM70001590 (classement) |                                       |
| Ciboire                                      |        | 2e moitié du XVIIIe siècle | Argent           |                                                                                    | 06/09/1971         | Notice no PM70001589 (classement) |                                       |
| Calice                                       |        | 1763                       | Argent           | Nœud ciselé, fausse coupe ajourée.                                                 | 06/09/1971         | Notice no PM70001588 (classement) |                                       |

### Hôpital Paul-Morel

#### Peintures
| Nom                            | Auteur | Date de création | Matériau                                    | Notes | Date de protection | Fiche Palissy                      | Illustration |
| ------------------------------ | ------ | ---------------- | ------------------------------------------- | ----- | ------------------ | ---------------------------------- | ------------ |
| Saint Joseph et l'Enfant-Jésus |        | XVIIIe siècle    | Toile (support) : bois ; peinture à l'huile |       | 11/02/1980         | Notice no PM70003625 (inscription) |              |
| Christ en croix                |        | XVIIe siècle     | Bois (support)                              |       | 09/07/1976         | Notice no PM70001617 (classement)  |              |

#### Sculptures
| Nom                                                    | Auteur | Date de création | Matériau       | Notes                                                                                          | Date de protection | Fiche Palissy                     | Illustration |
| ------------------------------------------------------ | ------ | ---------------- | -------------- | ---------------------------------------------------------------------------------------------- | ------------------ | --------------------------------- | ------------ |
| Croix d'autel et 6 chandeliers (garniture d'autel)     |        | XVIIIe siècle    | Bois           |                                                                                                | 09/07/1976         | Notice no PM70001619 (classement) |              |
| Croix encadrée (crucifix)                              |        | XVIIIe siècle    | Ivoire et bois |                                                                                                | 25/01/1943         | Notice no PM70001615 (classement) |              |
| Bas-relief, cadre : Saint Georges terrassant le dragon |        | XVIIIe siècle    | Bois           | C'est le cinquième panneau provenant de l'ancienne chaire à prêcher de l'église Saint-Georges. | 09/07/1976         | Notice no PM70001618 (classement) |              |

#### Menuiseries
| Nom                                                          | Auteur | Date de création              | Matériau               | Notes | Date de protection | Fiche Palissy                      | Illustration |
| ------------------------------------------------------------ | ------ | ----------------------------- | ---------------------- | --- | ------------------ | ---------------------------------- | ------------ |
| Trumeau de cheminée                                          |        | XVIe siècle                   | Pierre                 | Il s'agit de la cheminée aux armes des De Vaudrey                                                            | 11/02/1980         | Notice no PM70003624 (inscription) |              |
| Meuble de pharmacie, 88 pots à pharmacie, 5 pots de toilette |        | XVIIIe siècle et XIXe siècle  | Bois, faïence et étain | Meuble de pharmacie comprenant 88 pots à pharmacie (64 pots, 17 chevrettes, 7 mesures) et 5 boîtes à poudre. | 09/07/1976         | Notice no PM70001622 (classement)  |              |
| Buffet (bahut à deux corps)                                  |        | XVIIe siècle et XVIIIe siècle | Bois                   | | 09/07/1976         | Notice no PM70001621 (classement)  |              |
| Buffet (bahut à deux corps)                                  |        | XVIe siècle                   | Noyer                  | Époque Henri II                                                                                              | 25/01/1943         | Notice no PM70001614 (classement)  |              |
| Buffet (meuble d'entre-deux)                                 |        | XVIIIe siècle                 | Bois                   | | 09/07/1976         | Notice no PM70001620 (classement)  |              |

#### Orfèvreries
| Nom      | Auteur | Date de création | Matériau | Notes                                               | Date de protection | Fiche Palissy                      | Illustration |
| -------- | ------ | ---------------- | -------- | --------------------------------------------------- | ------------------ | ---------------------------------- | ------------ |
| Écuelle  |        | XVIIIe siècle    | Argent   |                                                     | 24/12/1998         | Notice no PM70003598 (inscription) |              |
| Burettes |        | 1812             | Argent   | L'objet a été donné par Petitclerc, notaire en 1812 |                    | Notice no PM70003596 (inscription) |              |
| Mortier  |        | 1632             | Cuivre   |                                                     | 24/12/1998         | Notice no PM70003597 (inscription) |              |
| Mortier  |        | 1639             | Bronze   |                                                     | 09/07/1976         | Notice no PM70001616 (classement)  |              |

### Hôtel de ville

#### Peinture et horlogerie
| Nom                                | Auteur         | Date de création           | Matériau          | Notes                                                    | Date de protection | Fiche Palissy                      | Illustration |
| ---------------------------------- | -------------- | -------------------------- | ----------------- | -------------------------------------------------------- | ------------------ | ---------------------------------- | ------------ |
| Verrière et peintures monumentales | Albert Decaris | 1937                       | Pierre et verre   | La fresque fut restaurée en 2010 par Helena Astafourova. | 19/07/1993         | Notice no PM70003607 (inscription) |              |
| Cartel, socle                      |                | 1er quart du XVIIIe siècle | Écaille et bronze | Le cartel est de style Régence.                          | 25/01/1913         | Notice no PM70001612 (classement)  |              |

#### Sculptures
| Nom                                                                                           | Auteur | Date de création         | Matériau | Notes                                                 | Date de protection | Fiche Palissy                     | Illustration |
| --------------------------------------------------------------------------------------------- | ------ | ------------------------ | -------- | ----------------------------------------------------- | ------------------ | --------------------------------- | ------------ |
| Bas-relief                                                                                    |        | XVIe siècle              | Pierre   |                                                       | 15/03/1915         | Notice no PM70001613 (classement) |              |
| Stèle funéraire                                                                               |        | Gallo-romain             | Pierre   | La stèle provient de Vallerois-le-Bois.               | 25/01/1913         | Notice no PM70001611 (classement) |              |
| Dalle funéraire de François de Plaisant, seigneur d'Aigrevault, et de Jeanne de Vié, sa femme |        | XVIe siècle              | Pierre   | Cette tombe provient de l'église de Chariez.          | 10/08/1904         | Notice no PM70001610 (classement) |              |
| Dalle funéraire de Philibert de Monrost, seigneur de Valleroy-le-Bois                         |        | 1er quart du XVIe siècle | Pierre   | Cette tombe provient de l'église de Valleroy-le-Bois. | 10/08/1904         | Notice no PM70001609 (classement) |              |

### Autres lieux
| Nom                                                                            | Auteur         | Date de création | Matériau                | Notes | Date de protection | Fiche Palissy                      | Illustration |
| ------------------------------------------------------------------------------ | -------------- | ---------------- | ----------------------- | --- | ------------------ | ---------------------------------- | ------------ |
| Sculpture : écorché anatomique du docteur Auzoux et anatome classique de l’œil | Docteur Auzoux | 1931             | Carton, papier et métal | L'œuvre se trouve dans le collège Gérôme. Les crochets sont en métal, les pieds en fonte, l’œil en carton, métal, verre et papier polychrome. | 21/12/2010         | Notice no PM70003835 (inscription) |              |
| Cartel                                                                         |                | XVIIIe siècle    | Bronze                  | L'objet est localisé dans le palais de justice.                                                                                               | 25/01/1913         | Notice no PM70001608 (classement)  |              |